# Type 93/Type 100 (lança-chamas)

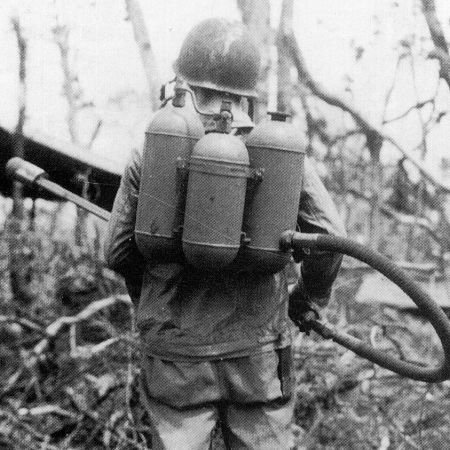
Lança-chamas Type 100

Os Type 93 e Type 100 foram lança-chamas usados pelo Exército Imperial Japonês e pelo Forças Especiais de Desembarque Naval da Marinha Imperial Japonesa durante a Segunda Guerra Sino-Japonesa e a Segunda Guerra Mundial.

## História e desenvolvimento
Observadores militares japoneses estacionados na Europa notaram a eficácia dos lança-chamas durante as condições de guerra de trincheiras da Primeira Guerra Mundial, particularmente contra fortificações de campo de batalha, bunkers, casamatas e locais protegidos semelhantes, que causaram tanta dor ao Exército Japonês durante o Cerco de Port Arthur durante o Guerra Russo-Japonesa de 1904-1905.
O lança-chamas Type 93, em grande parte baseado em projetos europeus, entrou em serviço em 1933. Foi usado em Manchukuo contra o mal preparado Exército Nacional Revolucionário Chinês e contra forças de senhores da guerra locais com considerável efeito psicológico. No entanto, seu sistema de ignição baseado em um fio elétrico aquecido apresentava problemas de confiabilidade em condições de clima frio, o que levou a um redesenho denominado Type 100 em 1940. Ambos os tipos permaneceram em serviço durante a Segunda Guerra Mundial.

## Projeto
Tanto o Type 93 quanto o Type 100 consistiam em uma unidade de combustível, mangueira de combustível e tubo-arma. Uma modificação no projeto do tubo-arma é a única diferença entre os dois tipos. A unidade de combustível consistia em três cilindros de 38 cm de comprimento e 15 cm de diâmetro: dois cilindros externos de combustível e um cilindro central de pressão de nitrogênio. A capacidade total de combustível era de 12,3 litros. O combustível era uma mistura de gasolina e alcatrão. A pressão era controlada por uma válvula agulha operada manualmente, uma no topo de cada um dos dois cilindros de combustível. Este conjunto de tanque foi equipado com alças para permitir que fosse carregado nas costas do operador como uma mochila de infantaria.
A mangueira de combustível de 1.140 mm era feita de tubo de borracha reforçada, com acessórios de latão em ambas as extremidades. O tubo-arma era um tubo de 25 mm de diâmetro com uma alça de ejeção de combustível localizada perto da conexão da mangueira e um bocal de 6 mm com o mecanismo de disparo preso na outra extremidade.
O combustível (no Type 100) era aceso por um cartucho vazio disparado de um mecanismo de revólver no tubo-arma, que continha dez tiros. A alavanca de ejeção de combustível disparou um cartucho quando abriu a válvula de ejeção de combustível. Quando a manivela retornou à posição fechada paralela ao tubo, o fluxo de combustível parou e o carregador girou para colocar um novo cartucho na posição de tiro. A duração de uma descarga contínua foi de 10 a 12 segundos com alcance máximo de 22 a 27 metros.

## Recorde de combate
Os lança-chamas foram atribuídos a regimentos de engenharia dentro de cada divisão de infantaria japonesa. Um regimento de engenharia típico seria equipado com seis a vinte lança-chamas, operados por uma empresa designada de lança-chamas. O lança-chamas Type 100 foi usado principalmente nos estágios iniciais da Guerra do Pacífico, principalmente nas Índias Orientais Holandesas, na Birmânia e nas Filipinas. Pára-quedistas japoneses equipados com Type 100 participaram da Batalha de Palembang em 1942. Houve pouca necessidade de lança-chamas no final da guerra, já que o Japão estava na defensiva e tinha poucas oportunidades de atacar as fortificações inimigas. Em fases posteriores da guerra, o exército japonês tentou usar o lança-chamas Type 100 como arma antitanque, em grande parte devido à falta de armas antitanque eficazes, e com algum sucesso.